# 小笠原敬太郎
小笠原敬太郎（日语：／ Ogasawara Keitarō；1884年—1930年10月27日），日本島根縣人，曾任埔里社尋常高等小學校、霧社尋常小學校校長，在擔任臺中州能高郡郡守時於霧社事件中遭殺害，隔年（1931年）2月1日入祀芝山岩社。

## 生平
小笠原敬太郎出生於明治十七年（1884年），明治四十年（1907年）畢業於島根縣師範學校，於該縣的小學校任職。明治四十三年（1910年）來臺，於該年4月1日取得臺灣總督府核發的小學校本科正教員證書，之後前往南投廳南投尋常小學校埔里社分教場任職，5個月後調回本校。明治四十五年（1912年）3月14日再調回埔里社分教場，而由於該分教場在同年4月1日升格為埔里社尋常高等小學校後，小笠原敬太郎即任校長一職。大正六年（1917年）4月霧社尋常小學校成立時，他也兼任校長一職。
由於南投廳長御廚規三在大正八年（1919年）6月24日向總督明石元二郎請求在南投廳配置專任視學官（此時由臺中廳視學鈴木豐次郎兼任該職），並推薦小笠原敬太郎，之後總督府遂在該年9月27日解除鈴木豐次郎的兼職，任命小笠原敬太郎為南投廳視學。次年（1920年）9月，小笠原敬太郎調任臺中市視學兼臺中州大屯郡視學（任職於大屯郡役所庶務課），大正十年（1921年）改任臺中州視學兼上級判任官，期間並多次擔任臺灣公立小學校與臺灣公立公學校教員檢定委員會的書記。大正十一年（1922年）3月擔任臺中州立臺中第二中學校（今國立臺中第二高級中學）入學考試委員，隔年（1923年）的「東宮行啟」，他亦擔任歡迎準備委員、奉迎委員等職。大正十二年（1923年）8月，任臺中州大甲郡屬，擔任該郡庶務課課長，並在隔年短期暫代大甲郡郡守，大正十四年（1925年）又調至臺中州內務部地方課。
昭和五年（1930年）3月，臺灣總督府內務局長石黑英彥報請總督石塚英藏任命小笠原敬太郎等三人為地方理事官，而經上報日本拓務省核可後於4月14日發布人事命令。而在3月26日時，原本內務局有意讓他擔任臺中州北斗郡郡守，但後來正式發布人事命令時改為能高郡郡守。

### 霧社事件
小笠原敬太郎擔任郡守約半年後，為參加10月26日展示兒童學習成果的學藝會與電影放映等活動與10月27日在霧社公學校舉辦的共同運動會，於10月25日與郡視學菊川孝行、臺中州立臺中高等女學校的2名教師與16名學生從埔里街出發，當天下午六點抵達霧社。隔日參觀兒童舞蹈後，臺中高女的師生婉拒郡守的邀請前往日月潭而避開了霧社事件。
10月27日霧社事件發生後，小笠原敬太郎與菊川孝行在幾名警察護送下逃出霧社公學校，沿著通往眉溪的道路前進，但是因慌亂之中掉了眼鏡，所以有深度近視的小笠原敬太郎步行困難。後來他們與守在道路上的原住民發生激戰，小笠原敬太郎被瓦歷斯‧巴卡哈（Walis Bagah，羅多夫部落頭目次子）擊斃。菊川視學後來逃到眉溪駐在所，用警用電話通報情況。
10月29日霧社地區被日方控制後，小笠原敬太郎的無頭屍體被發現，臺中州知事水越幸一、總督府秘書課連忙以電報通日駐東京人員透過拓務省辦理上奏、獎賞等手續，之後日本中央決定晉其薪俸一級、發獎金1900圓，而由於這些手續不能為已死亡者辦理，所以該項決定發布後才公布小笠原敬太郎的死亡消息，府報上記載的死亡日期為10月29日。隔年（1931年）2月1日因小笠原敬太郎是教育體系出身，遂入祀芝山岩社，而後因霧社事件死亡的日本官員被視為戰死，故可再發給遺族撫慰金。而為了紀念他，小笠原敬太郎遇害處的一座橋樑被命名為「郡守橋」。

## 影視形象
| 年份 | 作品     | 演員     |
| ---- | -------- | -------- |
| 2003 | 風中緋櫻 | 平吉匡時 |